# Tenuipalpus lunatus
Tenuipalpus lunatus är en spindeldjursart som beskrevs av Meyer 1979. Tenuipalpus lunatus ingår i släktet Tenuipalpus och familjen Tenuipalpidae. Inga underarter finns listade i Catalogue of Life.